# FE-Schrift
Die FE-Schrift (vollständiger Name: fälschungserschwerende Schrift) wurde ab 1978 für den Gebrauch auf deutschen Kfz-Kennzeichen entwickelt. Seit 1994 ist die Schriftart dort in Gebrauch und mittlerweile auf anderen Kennzeichen weltweit verbreitet.

## Design
Die Schrift ist im Vergleich zu herkömmlichen Schriftarten seltsam proportioniert und erscheint unförmig. Für die automatisierte Datenerfassung müssen die Zeichen bevorzugt nichtproportional sein, was bei der bisherigen Schrift DIN 1451 nicht der Fall war. So war die Erschwerung von Fälschungen nur ein Aspekt; der andere ist die Maschinenlesbarkeit der Schrift, d. h. die Möglichkeit, Autokennzeichen durch automatische Nummernschilderkennung zu erfassen und auszuwerten.
Im Vergleich zur früher verwendeten DIN-Schrift ist es nun nicht mehr so einfach möglich, mit schwarzer Farbe z. B. aus einem „P“ ein „R“ oder aus einer „3“ eine „8“ zu bilden: Alle Buchstaben haben ein völlig individuelles Erscheinungsbild, das sich nicht wie üblich aus anderen Buchstaben ableitet (man vergleiche die Buchstaben „E“ und „F“ sowie den Buchstaben „O“ mit der Zahl „0“, die jeweils meist identische Grundformen besitzen).
Die FE-Schrift wurde unter dem Eindruck der Terroraktivitäten der RAF in den Jahren 1978 bis 1980 von der Bundesanstalt für Straßenwesen entwickelt, um den Kennzeichenmissbrauch zu erschweren. Die Gestaltung der FE-Schrift übernahm der renommierte Schriftgestalter Karlgeorg Hoefer (1914–2000) im Auftrag der Bundesanstalt. Die ursprünglichen Zeichenformen wurden nach Lese- und Anwendungstests in Zusammenarbeit mit der Universität Gießen nochmals modifiziert. So zeigte sich beispielsweise früh, dass die gestrichene Null ({\displaystyle \emptyset }) auch als „8“ gelesen werden könnte, was Karlgeorg Hoefer dazu veranlasste, die Null mit einem angedeuten weißen Strich rechts oben zu kennzeichnen.
Schon bei der ursprünglichen Gestaltung spielte eine hohe Diebstahlsrate von Kfz-Kennzeichen zu Anfang der 1970er Jahre eine Rolle. Im Pflichtenheft wurde jedoch die Lesbarkeit für Mensch und Maschine an erster Stelle genannt. Die Behinderung von Fälschungen stand erst an zweiter Stelle, die Bekämpfung des RAF-Terrors erlaubte allerdings eine Finanzierung als mehrjähriges Projekt. Neben den langen Tests zog sich der volle Zeitraum von der Erstellung des Pflichtenheftes 1977 bis zur Entscheidung von 1982, die Schrift nicht einzuführen. Sie verschwand vorerst in der Schublade.
Auf einem Kfz-Kennzeichen sind alle Zeichen der FE-Schrift 75 mm hoch. Die Buchstaben sind 47,5 mm breit, die Ziffern 44,5 mm. Reicht der Platz für die Mittelschrift nicht aus, so darf eine Engschrift-Variante verwendet werden. Für kleinere Kennzeichen, wie sie beispielsweise bei Motorrädern Verwendung finden, gibt es ausschließlich die verkleinerte Mittelschrift mit Zeichenhöhe 49 mm, deren Buchstaben (Ausnahme: „I“) 31 mm und Ziffern 29 mm Breite aufweisen.
Im deutschen Recht erfolgte die Veröffentlichung der Zeichen in Anlage 4 der Fahrzeugzulassungsverordnung. In Abschnitt 2.1 wird die Schriftart mit drei Namen bezeichnet, „fälschungserschwerende Schrift“, „FE-Schrift“ und „Schrift für Kfz-Kennzeichen“, wobei letztere zur Anforderung von Mustern bei der Bundesanstalt für Straßenwesen (BASt) diente. Digitale Varianten wurden von dieser niemals veröffentlicht, es existieren allerdings von dritter Seite Digitalisierungen für den freien Download, beispielsweise „Euro Plate“.

## Einführung
Als die FE-Schrift 1980 fertig definiert war, gab es keine Notwendigkeit mehr zur Einführung, da der linksextremistische Terror des „Deutschen Herbstes“ schon abgeklungen war. Die Einführung erfolgte viel später im Zusammenhang mit dem Euro-Kennzeichen. Anfang der 1990er Jahre gab es infolge der Grenzöffnung nach Osten wiederum eine erhöhte Diebstahlsrate von Kfz-Kennzeichen, wie es sie schon Anfang der 1970er Jahre gegeben hatte. Zu deren Bekämpfung stellte man erneut Überlegungen an, die Regelungen für Kfz-Kennzeichen zu überarbeiten, und fand dabei die schon voll entwickelte FE-Schrift. Die automatische Nummernschilderkennung hatte sich mittlerweile auch auf einen praktikablen Stand entwickelt, sodass das Design perfekt passte.
Schon 1994 wurde das Euro-Kennzeichen in den östlichen Bundesländern Berlin, Brandenburg und Sachsen eingeführt. Das erfolgte auf Basis der abzusehenden Bundesverordnung, die dann bestimmte, dass ab Januar 1995 in der gesamten Bundesrepublik die FE-Schrift zu verwenden sei. Dies fiel mit dem Schengener Abkommen zusammen, das die Grenzkontrollen abschaffte. Die Darstellung des Landesnamens im blauen Feld des Euro-Kennzeichens ersetzte das damalige zusätzliche ovale Länderkennzeichen. Dieser Vorteil führte zu einer Übernahme auch in anderen Ländern, mit den sukzessiven Erweiterungen ab 1998 auch in Nicht-Schengen-Staaten. Ab dem 1. November 2000 wurde das Euro-Kennzeichen mitsamt der FE-Schrift in Deutschland vorgeschrieben. Die Verwendung der FE-Schrift ist in Deutschland aber nicht für jede Kennzeichenart vorgeschrieben: die Y-Kennzeichen der Bundeswehr verwenden nach wie vor die DIN-Schrift. Die weitläufige Verwendung hat allerdings dazu geführt, dass andere Länder, die ein fälschungserschwerendes maschinenlesbares Kennzeichen einführen wollten, auf das Design zurückgegriffen haben. Innerhalb Europas wurde dabei auch meist das blaue Feld am linken Rand übernommen, wie es für Euro-Kennzeichen definiert ist, nur ohne den Sternenkranz der EU.
Im Oktober 2014 beschlossen die Mitglieder der Mercosur-Freihandelszone in Südamerika die Einführung eines einheitlichen Designs für Kennzeichen, wobei auch die Verwendung der FE-Schrift vorgegeben wurde. Diese hatte sich gegen die bis dahin in Brasilien verwendete Mandatory-Schrift für Kennzeichen durch den besseren Schutz gegen Fälschung und Verfälschung im Test am INTI durchgesetzt. Im Gegensatz zum EU-Kennzeichen mit normalerweise 52 cm Breite ist das Mercosur-Kennzeichen nur 40 cm breit, durch die Verwendung der Engschrift können jedoch bis zu sieben Zeichen aufgebracht werden. Das Design enthält einen blauen Streifen über der Nummer, wobei links oben das Mercosur-Emblem steht, rechts oben die Nationalflagge und mittig der Name des Landes platziert werden. Geplant war die Einführung in allen Staaten im Jahr 2016. Dies wurde jedoch teils bis 2018 aufgeschoben und im Falle des suspendierten Venezuela auch ausgesetzt.
Die frühzeitige Ausbreitung in Afrika basiert auf den Vorschlägen gegen falsche und gestohlene Kennzeichen durch die Erich Utsch AG, die auch in Deutschland die reflektierenden Kennzeichen als Neuerung eingebracht hatte und jeweils die Prägewerkzeuge für Kennzeichen mit FE-Schrift lieferte, wie sie 1994/95 gerade in großer Zahl produziert wurden. Leere Kennzeichen in Südafrika wurden von Anfang an mit einem aufgedruckten Prüfcode herausgebracht, der die autorisierte Herstellung markiert (mittlerweile auch mit QR-Code). Anderswo werden dem Kfz-Halter jeweils „dritte Kennzeichen“ mitgeliefert (anstatt Gravur), also ein Aufkleber für die Scheibe, der die Kennzeicheninformationen enthält und nicht zerstörungsfrei entfernt werden kann.

## Verwendung

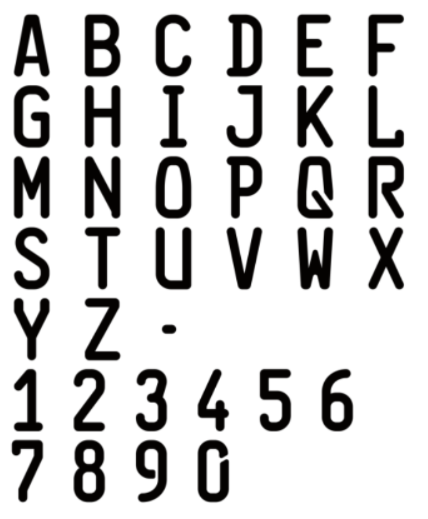
Variante der FE-Schrift für Ungarische Kennzeichen ab 2022

Folgende Länder haben für Kfz-Kennzeichen die FE-Schrift übernommen:
- Kennzeichen im Euro-Format mit blauem Feld am linken Rand:
  - Deutschland ab 1995 auf Euro-Kennzeichen, diese sind seit 2000 verpflichtend
  - Malta ab November 1995 und bereits im Euro-Format, obwohl Malta erst 2004 der EU beitrat
  - Bosnien und Herzegowina ab 2009 ohne Nationalflagge an der Stelle des EU-Emblems
  - Zypern ab 2013
  - Kuba ab 2013
  - Moldau ab 2015
  - Ungarn ab 1. Juli 2022, mit einer Variante der FE-Schrift (siehe Bild)

- Kennzeichen im Mercosur-Format mit blauem Band am oberen Rand:
  - Uruguay hatte die FE-Schrift schon 2001 eingeführt und übernahm das Mercosur-Format schon 2015
  - Argentinien ab 2016 im Mercosur-Format
  - Paraguay ab 2016 für Neufahrzeuge, ab 2018 für alle Fahrzeuge im Mercosur-Format
  - Brasilien ab 2018 im Mercosur-Format
  - Kolumbien nur für diplomatische Fahrzeuge, und nur das blaue Band mit Landesnamen

- Länder der GUS mit Feld für die Regionskennzeichnung:
  - Usbekistan ab 2009
  - Armenien ab 2014
  - Kirgistan ab 2016

- Länder in Afrika:
  - Südafrika ab 1994 mit der FE-Schrift und zwei Buchstaben als Regionalcode hinter der Nummer
  - Namibia ab 1994, übernahm das südafrikanische Format, wechselte zu Kennzeichen beginnend mit „N“
  - Tansania führte die FE-Schrift in den 1990er Jahren ein, Kennzeichen beginnen weiter mit „T“
  - Uganda ab 1999, Kennzeichen beginnen mit „U“
  - Mosambik vermutlich ab 2000, Kennzeichen beginnen mit „M“
  - Sambia ab 2000
  - Äthiopien vermutlich ab 2002, nur Ziffern
  - Kamerun ab 2005
  - Simbabwe ab 2006
  - Ruanda ab 2007, Kennzeichen beginnen mit „R“
  - Sierra Leone ab 2007
  - Südsudan vermutlich ab 2007, nur Regierungsfahrzeuge
  - Mali vermutlich ab 2008
  - Demokratische Republik Kongo ab 2009 mit zwei Ziffern als Herkunftsangabe hinter der Nummer
  - Burundi vermutlich ab 2009
  - Malawi vermutlich ab 2011
  - Dschibuti seit 2023

- Andere Länder:
  - Sri Lanka ab 2000
  - die autonome Mönchsrepublik Berg Athos ab 2004
  - Abu Dhabi in den Vereinigten Arabischen Emiraten, vermutlich ab 2006, nur Ziffern
  - Kuwait vermutlich ab 2007, nur Ziffern
  - Guatemala vermutlich ab 2008
  - Bahrain ab 2010
  - Panama ab 2018
  - Peru ab 2010
  - Chile ab 2014
  - Philippinen verpflichtend ab Februar 2018, vorher schon seit 2010 auf Wunschkennzeichen erlaubt
  - Indonesien seit August 2019 auf Wunschkennzeichen erlaubt

Einige Länder erlauben die FE-Schrift als Wahloption für Kennzeichen:
- die australischen Bundesstaaten Victoria, New South Wales und Queensland haben ein alternatives Design für Wunschkennzeichen mit FE-Schrift
- in Ghana können Kennzeichen auch mit der FE-Schrift ausgegeben werden.
- in Bolivien ab April 2017 im 2014 vereinbarten Mercosur-Format ausgegeben, aber nur für den internationalen Güterverkehr mit Peru[12]

Eine ähnliche Schrift haben folgende Länder entwickelt:
- Albanien ab 2002
- Georgien
- Neuseeland
- Niederlande
- Serbien
- Slowenien (2004–2008)
- Ungarn ab 2022

## Beispiele

Beispiele
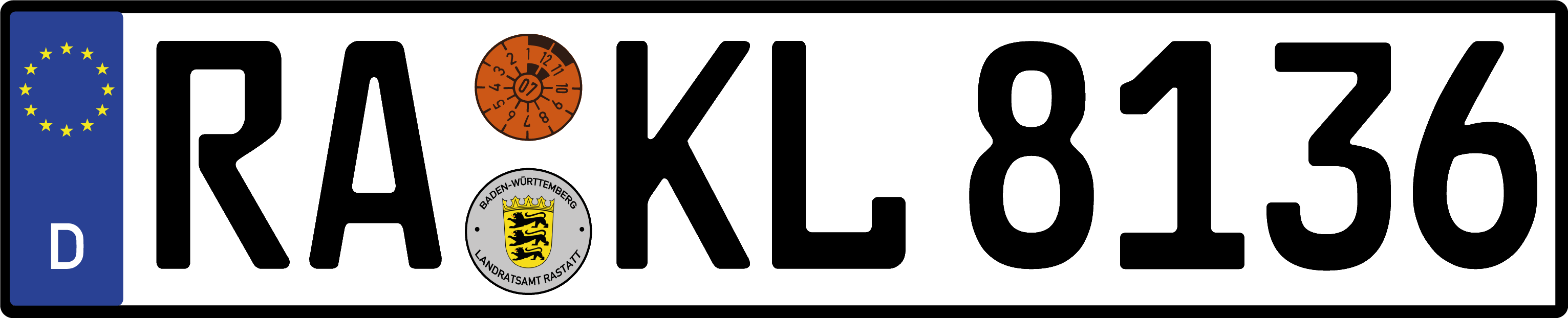
Deutschland
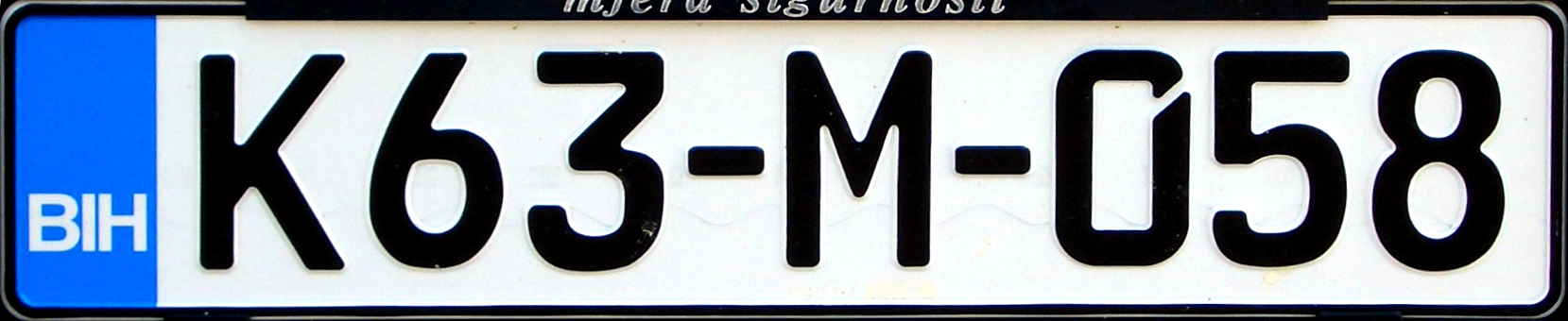
Bosnien und Herzegowina
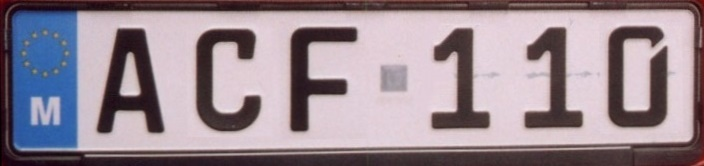
Malta
Zypern (neu)
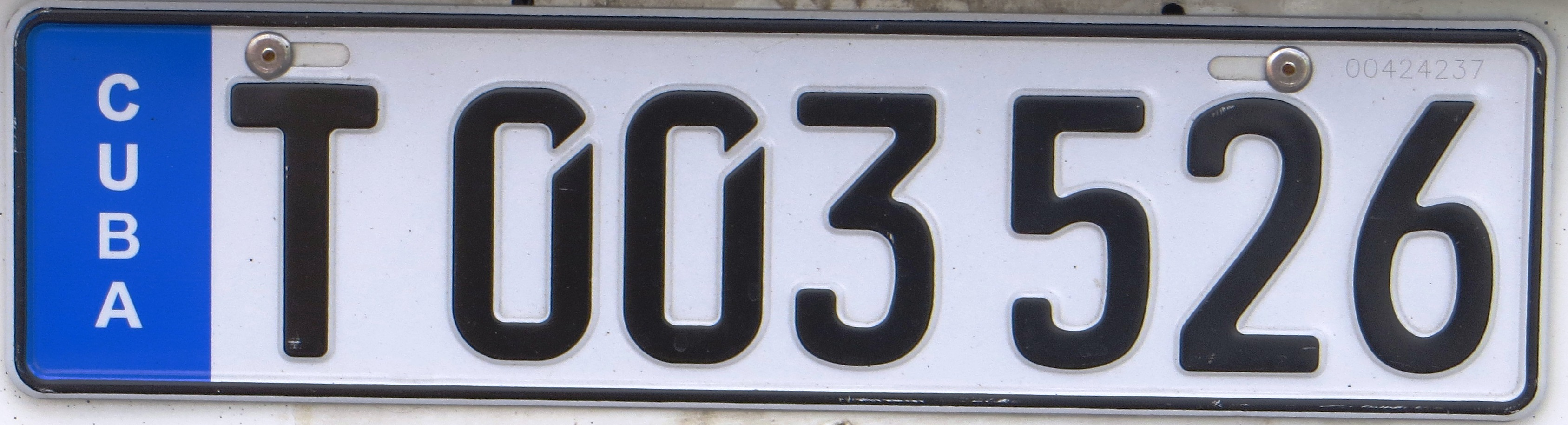
Kuba
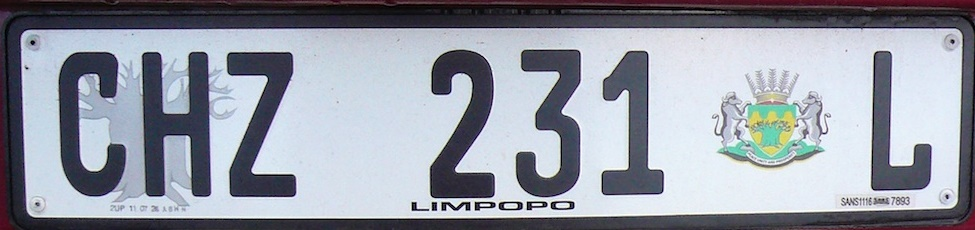
Südafrika
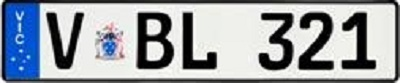
Australien
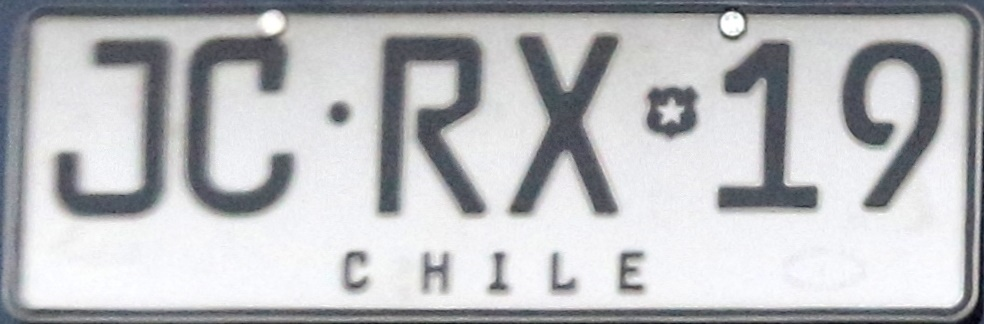
Chile
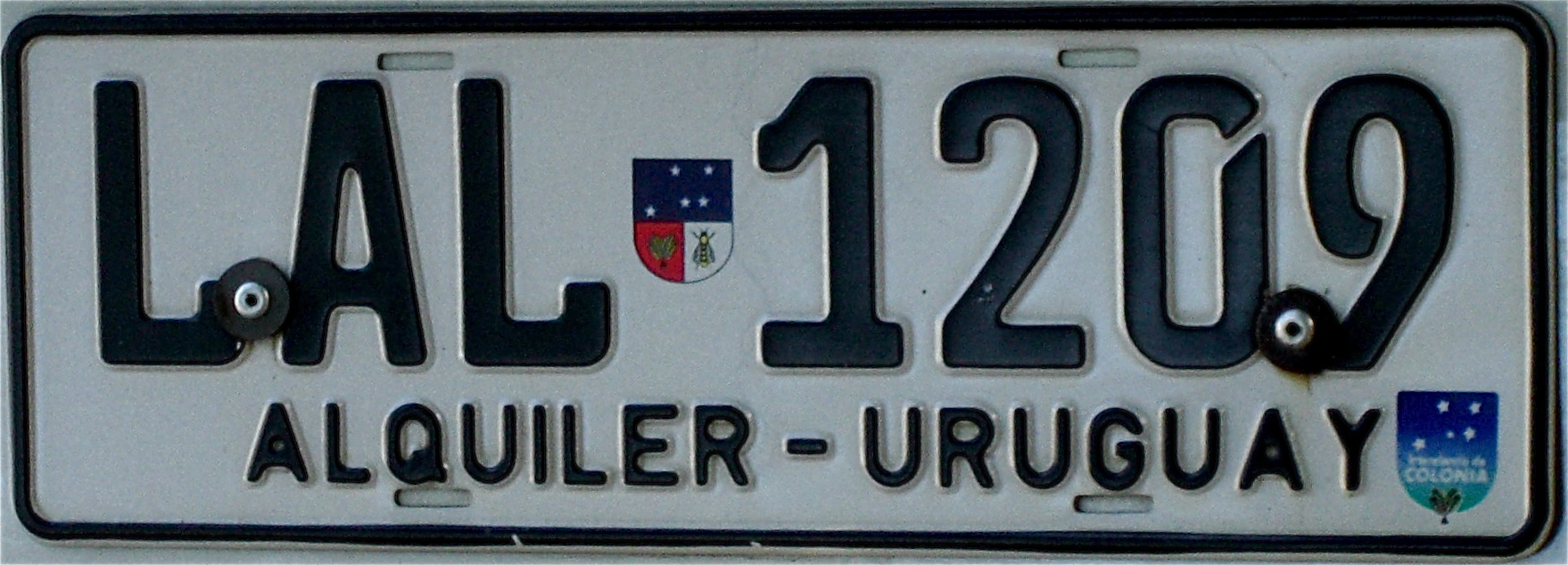
Uruguay (alt)
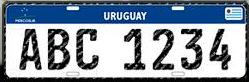
Uruguay (neu)
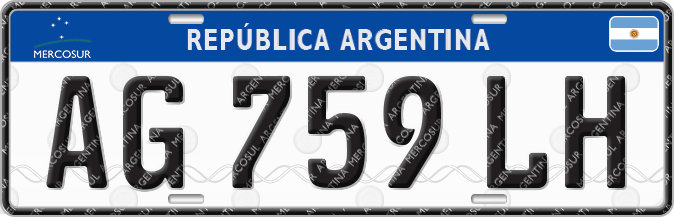
Argentinien
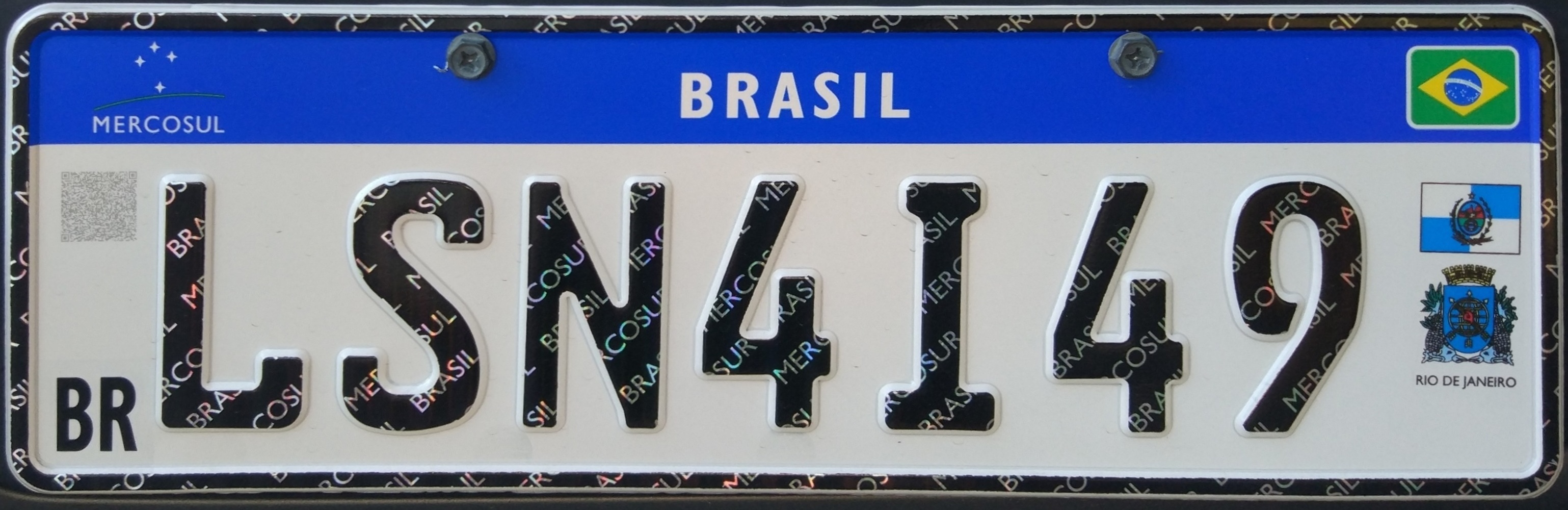
Brasilien
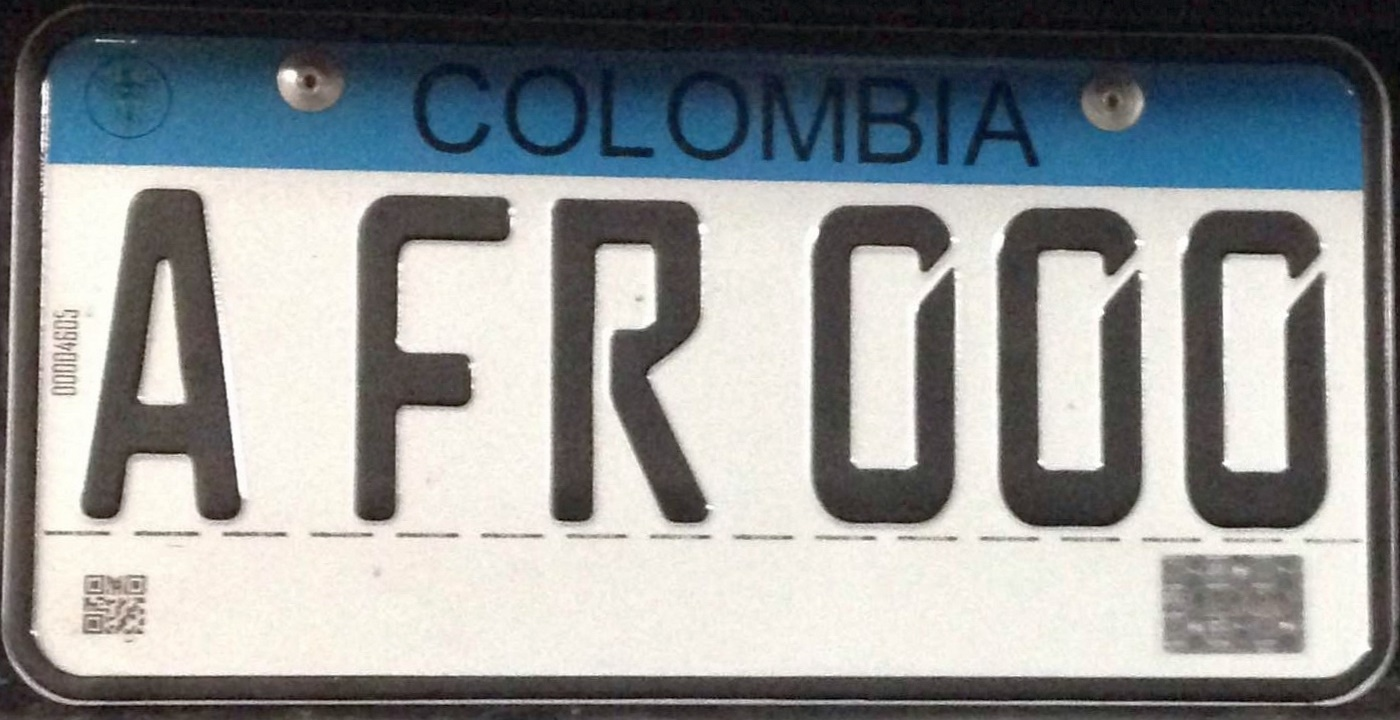
Kolumbien – diplomatisches Kennzeichen
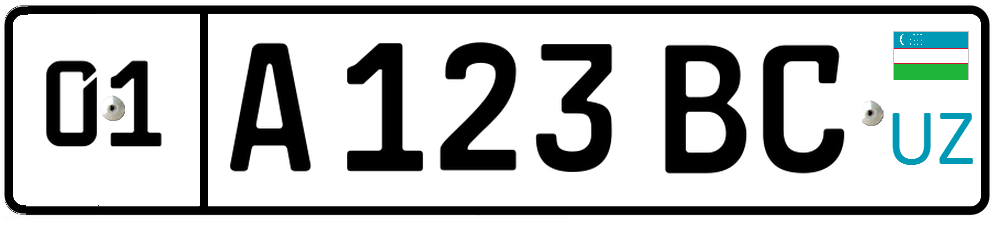
Usbekistan
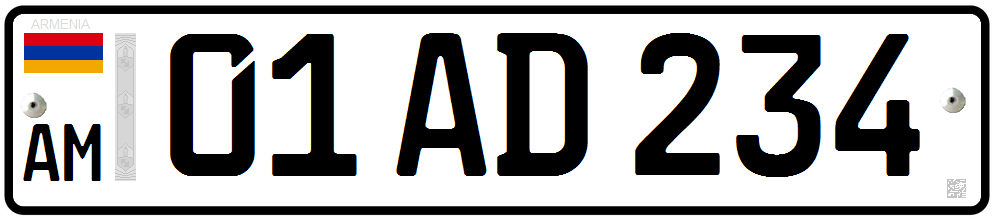
Armenien
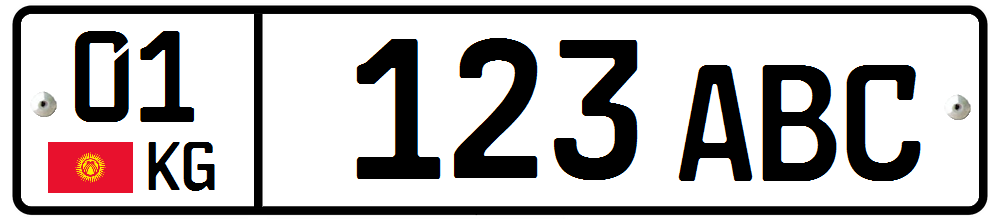
Kirgisistan
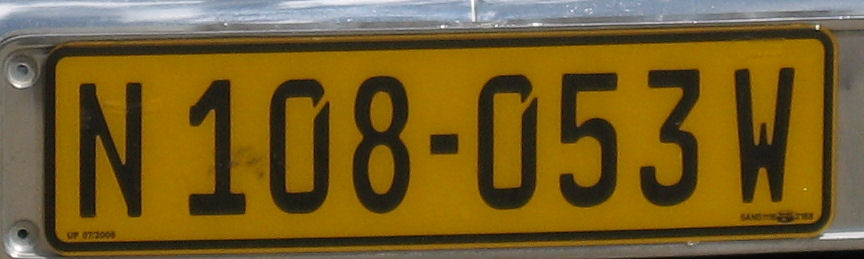
Namibia
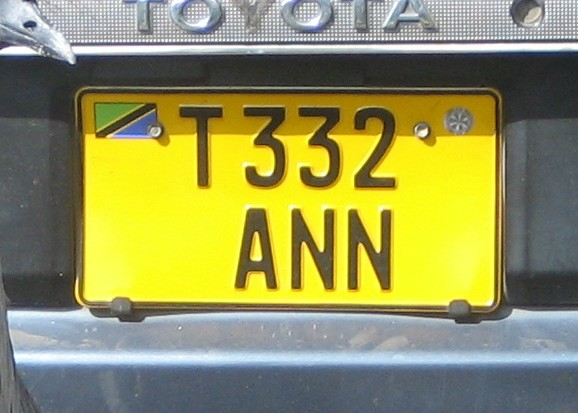
Tansania
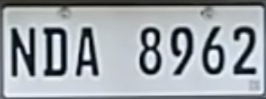
Philippinen
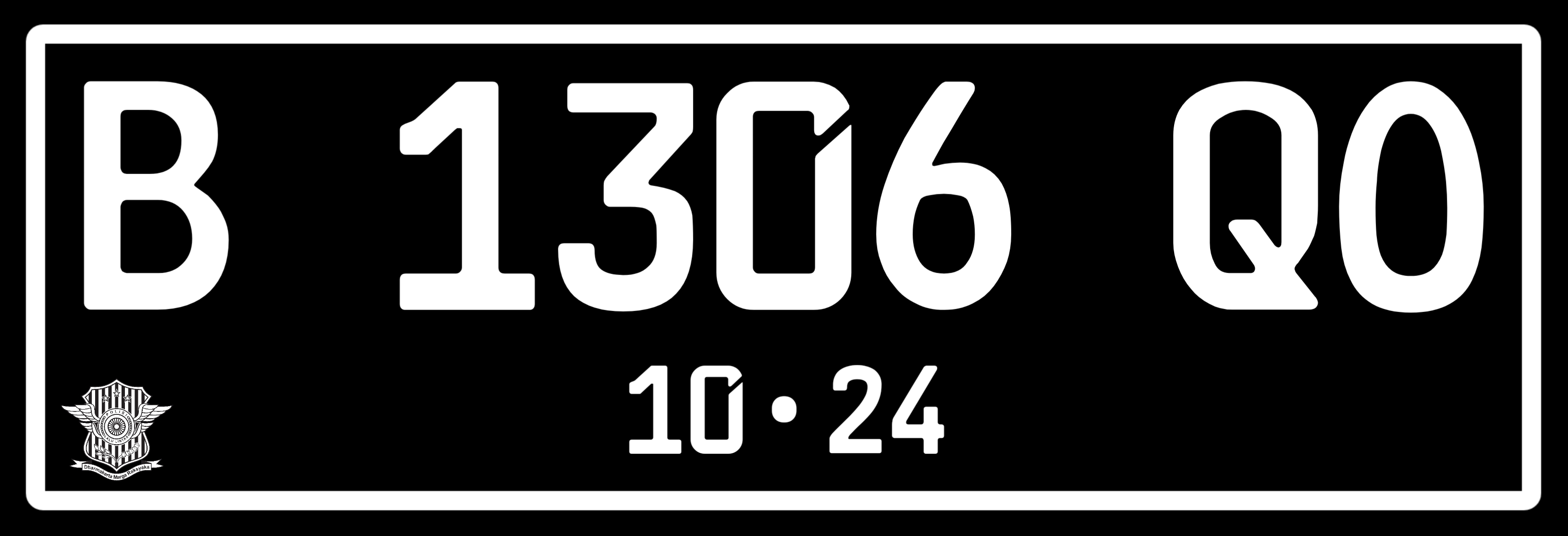
Indonesien

## Ähnliche Schriften
- OCR-A und OCR-B sind ebenfalls Schriften, die für automatische Texterkennung (optical character recognition) entworfen sind.